# Опромінення
Опромі́нення — це процес, під час якого об'єкт піддається випромінюванню.
Опромінення у медицині — вплив на людину іонізуючого випромінювання від джерел, розташованих поза організмом людини (зовнішнє опромінення), або від джерел, що містяться всередині організму людини (внутрішнє опромінення).
Опромінення може відбуватися від різних джерел, в тому числі природних. Найчастіше цей термін стосується іонізуючого випромінювання та рівня радіації, який буде служити певній меті, а не радіаційного впливу нормального рівня фонового випромінення. Термін опромінення зазвичай не стосується впливу неіонізуючого випромінювання, такого як інфрачервоне, видиме світло, мікрохвилі від стільникових телефонів або електромагнітних хвиль, що випромінюються радіо та телевізійними приймачами чи джерелами живлення.
Враховують наступні фактори:
1. Експозиція при дії променів на фізичне тіло.
2. Тривалість дії йонізуючої радіації.

Доза опромінення вимірюється в берах.

## Види
Розрізняють:
- аварійне — непередбачуване підвищене опромінення персоналу та/або населення внаслідок радіаційної аварії;
- виробниче — опромінення працівників у рамках практичної діяльності від будь-яких індустріальних та природних джерел іонізуючих випромінювань;
- внутрішнє — опромінення організму людини (його окремих органів і тканин) джерелами іонізуючих випромінювань, які містяться в самому тілі;
- зовнішнє — опромінення організму людини джерелами іонізуючих випромінювань, що знаходять поза тілом;
- медичне — це опромінення пацієнтів унаслідок медичних обстежень чи лікування, а також добровольців;
- потенційне — опромінення персоналу та населення, яке розглядається при проектуванні практичної діяльності і яке реалізується безпосередньо після деякої незапланованої нормальним технологічним процесом критичної події, ймовірність виникнення якої не перевищує 1*10(-2) рік(-1);
- поточне — опромінення персоналу та населення, яке у межах передбаченого проєктом технологічного процесу завжди супроводжує (або з високою ймовірністю може супроводжувати) практичну діяльність;
- професійне (пролонговане) — особлива форма виробничого опромінення персоналу у випадку його контакту з індустріальними та природними техногенно-підсиленими джерелами іонізуючих випромінювань у рамках передбачених проектом радіаційно-ядерних технологій;

## Параметри
- рекомендований рівень медичного — величина дози, потужності дози чи радіоактивності, що встановлюються Міністерством охорони здоров'я України для типових радіологічних (в тому числі рентгенологічних) діагностичних і терапевтичних процедур з урахуванням найкращого світового і вітчизняного технічного і методичного рівнів;
- референтна тривалість — сумарна тривалість зовнішнього опромінення і надходження радіонуклідів протягом одного року;
- хронічне — опромінення протягом тривалого часу, як правило, більше одного року.